# Borki-Kosiorki
Borki-Kosiorki – wieś w Polsce położona w województwie mazowieckim, w powiecie siedleckim, w gminie Wiśniew. Ma status sołectwa.
Wierni Kościoła rzymskokatolickiego należą do parafii Najświętszego Serca Jezusowego w Wiśniewie.
W latach 1975–1998 miejscowość administracyjnie należała do województwa siedleckiego.
We wsi znajduje się przystanek kolejowy Kosiorki na linii kolejowej E 20 Moskwa – Warszawa – Berlin. Przez wieś przebiega droga powiatowa Mościbrody – Borki-Paduchy.
W miejscowości działa założona w 1969 roku jednostka ochotniczej straży pożarnej. Jest to jednostka typu M, czyli nie posiadająca samochodu, a jedynie motopompę wożoną na pojeździe zastępczym.